# アザチオプリン
アザチオプリン（Azathioprine）とは免疫抑制薬の一つである。アザチオプリンはプロドラッグであり、グルタチオンなどと反応して、メルカプトプリンを生成する。メルカプトプリンはプリンヌクレオチドの合成を阻害するため、結果としてDNA合成を抑制する。
日本での製品名はイムラン(グラクソ・スミスクライン)、アザニン(田辺三菱製薬)。
1957年バローズ・ウェルカム研究所にてジョージ・ヒッチングスとガートルード・エリオンにより開発された。

## 適応症
- 移植片拒絶反応の抑制 (心移植、肺移植、肝移植、腎移植)
- クローン病、潰瘍性大腸炎
- 治療抵抗性の下記リウマチ性疾患

全身性血管炎（顕微鏡的多発血管炎、多発血管炎性肉芽腫症、結節性多発動脈炎、好酸球性多発血管炎性肉芽腫症、高安動脈炎など）
全身性エリテマトーデス
多発性筋炎、皮膚筋炎
全身性強皮症
混合性結合組織病
血管炎症候群のひとつであるANCA関連血管炎については、ミコフェノール酸モフェチルよりも寛解維持に優れていた。
自己免疫性肝炎

## 副作用
さまざまな副作用が出やすい。特に注意が必要なのは、骨髄抑制に伴う血液障害や肝障害、ウイルス性肝炎や間質性肺炎などの再発を含めた各種の感染症である。皮下出血など出血傾向、発熱やのどの痛み、皮膚の発赤や水ぶくれ、皮膚や白目が黄色くなるといった症状も表れる可能性があるので注意が必要である。
そのほか、食欲不振、吐き気、嘔吐なども頻度が高い。また、稀に脱毛、口内炎、舌炎、関節痛、筋肉痛なども見られることがある。
これらの症状はすぐに起こる訳ではないが、将来的に白血病やリンパ腫、皮膚癌などの悪性腫瘍の発現リスクが少し高まる可能性がある。
骨髄抑制（白血球減少や脱毛）は、遺伝子タイプ(NUDT15 R139C)で発生時期、頻度が異なることが知られている。脱毛患者の多くは同時に骨髄抑制も併発しており注意が必要である。
キサンチンオキシダーゼ阻害薬のアロプリノールと併用すると、アザチオプリンの代謝が阻害されて血中濃度が極度に上昇するため骨髄抑制などの副作用が増加する。このため、併用時にはアザチオプリン投与量を8割程度減量する必要がある。一方、アザチオプリンを減量してアロプリノールと併用することにより、肝障害誘発物質生成が抑制されるなど副作用が減少し有効率が上昇するとの報告がある。
添付文書ではアザチオプリン投与中の患者において、リンパ球に染色体異常を有する児が出生したとの症例報告がある。 また、動物実験（ウサギ、ラット、マウス）で催奇形性作用が報告されているので、本剤投与中の患者には男女共に避妊を行わせることとの記載があるが、ヨーロッパや国内のガイドラインでは避妊の必要性が議論されている。

## 引用・参照
1. ↑  Hiemstra TF et al. Mycophenolate Mofetil vs Azathioprine for Remission Maintenance in Antineutrophil Cytoplasmic Antibody–Associated Vasculitis: A Randomized Controlled Trial. JAMA. 2010;304(21):2381-2388
2. ↑  厚生労働省薬食審医薬品第一部会で2018年７月27日自己免疫性肝炎の適応追加について公知申請を了承した。
3. ↑  NUDT15 R139C-related thiopurine leukocytopenia is mediated by 6-thioguanine nucleotide-independent mechanism in Japanese patients with inflammatory bowel disease.J Gastroenterol. 2016 Jan;51(1):22-9.
4. ↑  NUDT15 R139C causes thiopurine-induced early severe hair loss and leukopenia in Japanese patients with IBD.Pharmacogenomics J. 2016 Jun;16(3):280-5.https://www.ncbi.nlm.nih.gov/pubmed/26076924
5. 1 2  アザチオプリン添付文書：https://www.pmda.go.jp/PmdaSearch/iyakuDetail/ResultDataSetPDF/400315_3999005F1040_1_13
6. ↑  Long-term Safety and Efficacy of Low-dose Azathioprine and Allopurinol Cotherapy in Inflammatory Bowel Disease: A Large Observational Study.Inflamm Bowel Dis. 2016 Jul;22(7):1639-46.
7. ↑  Safety and effectiveness of long-term allopurinol-thiopurine maintenance treatment in inflammatory bowel disease.Inflamm Bowel Dis. 2013 Feb;19(2):363-9.
8. ↑  潰瘍性大腸炎・クローン病 診断基準・治療指針：http://ibdjapan.org/pdf/doc01.pdf